# Liesbeth Poolman-Meissner
Liesbeth Poolman-Meissner (Saalfeld (Hertogdom Saksen-Meiningen), 19 juni 1889 – Den Haag, 29 oktober 1954) was een Nederlands sopraan.
Elisabeth Marie Meissner was de dochter van Karl Richard Max Meissner en Bertha Laura Hemina, die zich omstreeks 1890 in Rotterdam vestigden. Het zag er in eerste instantie niet naar uit dat ze in de zangwereld terecht zou komen. Ze was werkzaam bij het Rotterdamsch Tooneel. Toen zij een keer daar een lied moest zingen viel haar stem op bij een van de leden van de familie Van Beuningen (bekend uit Museum Boijmans Van Beuningen). Die familie ondersteunde haar financieel bij een zangstudie in het buitenland. Teleurstellend waren de resultaten in Duitsland bij Clara Sohn. Ze kwam terug naar Nederland waar ze les kreeg van Alexander Poolman en Karl Brach. Al op 8 oktober 1909 meldde Het Vaderland een optreden in Den Haag van dan nog mejuffrouw Elisabeth Meissner, sopraan uit Rotterdam. Vanaf 1912/1913 kon ze de lessen in praktijk brengen. Zo werd ze in 1914 gevraagd door de Vlaamse Opera om de rollen Brünnhilde en Kundry te vertolken in Die Walküre respectievelijk Parsifal van Richard Wagner. In de volgende seizoenen was ze werkzaam bij operagezelschappen in Frankfurt am Main (3 jaar) en Mainz. In 1916 was ze terug in Nederland om met de Nederlandse Opera van Gerhardus Koopman te schitteren in de rol van gravin in Le nozze di Figaro van Wolfgang Amadeus Mozart. Daarna volgden opera’s van opnieuw Wagner en Ludwig van Beethoven.
In 1917 trouwde ze haar leraar Alexander Poolman, een zoon van een acteursechtpaar Hendricus Johannes Poolman en Frederika Louise Gezina Heijders. In 1918 vatte ze de Spaanse griep, die haar op de rand van de dood bracht. Ze wist echter te herstellen. 
Het gezelschap van Koopman kreeg in 1924 met Co-Opera-Tie, opgericht door Albert van Raalte en Alexander Poolman, een nieuwe naam en leider. Haar krachtige stem werd opnieuw ingezet voor bijvoorbeeld rollen in Wagneropera’s, soms gekoppeld aan Jacques Urlus. Haar stem bleef opvallen, zodanig dat ze gevraagd werd te komen zingen in Parijs, een uitzonderlijke prestatie, want die opera stond erom bekend, dat ze het liefst alleen met Fransen werkte. Operaminnend Frankrijk leek van haar te houden, want er volgden optredens door heel Frankrijk. In 1929 sneuvelde Co-Opera-Tie als gevolg van de financiële crisis. Ze bleef echter zingen tot in Algiers aan toe (Algerije was destijds een Franse kolonie). In 1936 sloot ze zich aan bij het operagezelschap van Chris van Dam, waar ze enkele seizoenen voor zong, opnieuw vaak rollen in opera’s van Wagner. Dat gezelschap werd abrupt opgeheven tijdens Tweede Wereldoorlog. Op 15 mei 1941 kwam er met een optreden in Tannhäuser (opnieuw van Wagner) in de Stadsschouwburg een eind aan de optredens. Na de oorlog probeerde ze een doorstart te maken met onder andere weer optredens in Antwerpen, ze sloot haar loopbaan in 1948 af waar ze ooit begonnen was.
Ze vestigde zich in Rijswijk (Zuid-Holland). Ze overleed in 1954 in het Bronovo-ziekenhuis en werd begraven in het familiegraf op Nieuw Eykenduynen.
Ze was ridder in de Orde van Oranje-Nassau en Officier d’Académie. 